# Lena Stolze
Lena Stolze, född 8 augusti 1956 i Östberlin, är en tyskfödd skådespelare, som även levt och verkat i Österrike. Hennes familj flyttade 1961 till Wien. Hon utbildade sig i skådespeleri vid Max-Reinhardt-Seminar i Wien från 1975. Stolze har verkat vid scener som Burgtheater, Thalia Theater och Deutsches Schauspielhaus.
På film fick hon ett genombrott 1982 då hon gjorde en av huvudrollerna som Sophie Scholl i Den vita rosen, en filmatisering om motståndsgruppen Vita rosen.

## Filmografi, urval
- 1982 – Den vita rosen
- 1984 – I morgon Alabama
- 1987 – Maschenka
- 1990 – Den förskräckliga flickan
- 1996 – Maktens marionetter
- 2003 – Kvinnorna på Rosenstrasse
- 2007 – Och så kommer turisterna
- 2010 – Mahler och Freud
- 2019 – Rocca förändrar världen